# Rheingold (Apfel)
Rheingold ist eine Sorte des Kulturapfels (Malus domestica). Der Sommerapfel wurde in Deutschland aus den Elternsorten Anton Fischer und James Grieve gezüchtet.
Auf einer intensiv gelben Grundfarbe ist eine leicht rote Deckfarbe. Der Apfel ist vergleichsweise aromatisch.
Rheingold kann im August geerntet werden.
Die Züchtung des Apfels fand bei Koblenz statt, angebaut wird er vor allem im Rheinland.